# Лозо, Сара
Сара Лозо (серб. Sara Lozo; род. 29 апреля 1997, Чуприя, Поморавский округ) — сербская волейболистка, выступающая на позициях доигровщицы и диагональной нападающей. Чемпионка мира 2022.

## Биография
Родилась 29 апреля 1997 года в Чуприи, Сербия. Начала профессиональную карьеру в 14 лет.
С 2012 по 2018 год выступала за сербский клуб «Визура», в составе которого стала пятикратной чемпионкой страны. Затем выступала за казахстанские клубы «Жетысу» (2018—2020) и «Алтай» (2020—2021). В 2021—2022 выступала за клуб «Протон». С 2022 играла за клубы из Румынии и Японии, а в 2025 заключила контракт с турецким «Кузейбору» (Аксарай).
В составе молодёжной сборной Сербии участвовала в чемпионате мира среди девушек 2013 года, стала чемпионкой Европы 2014 года, а также участвовала в чемпионате мира 2015 года.
С 2017 года выступает за основную сборную Сербии. Была в заявке команды на Мировом Гран-при и чемпионате Европы 2017 года, чемпионате мира 2018 года. Выступала в Лиге наций 2018, 2019, 2021 и 2022 годов, а также Кубке мира 2019 года. В 2022 Лозо выиграла «золото» на проходившем в Нидерландах и Польше чемпионате мира.

## Достижения

### Со сборными Сербии
- Чемпионка мира 2022.
- Бронзовый призёр Лиги наций 2022.
- серебряный призёр чемпионата Европы 2023.
- Чемпионка Европы среди молодёжи 2014

### С клубами
- 5-кратная чемпионка Сербии (2014, 2015, 2016, 2017, 2018)
- Двукратная обладательница Кубка Сербии (2015, 2016)
  - Двукратный серебряный призёр Кубка Сербии (2013, 2014)
- Пятикратная обладательница Суперкубка Сербии (2013, 2014, 2015, 2017, 2018)
  - Серебряный призёр Суперкубка Сербии (2016)
- Двукратная чемпионка Казахстана (2020, 2021)

### Индивидуальные
- Лучшая подающая чемпионата Европы среди молодёжи 2014